# Work (singel Rihanny)
Work – pierwszy singel barbadoskiej piosenkarki Rihanny, promujący jej ósmy album, zatytułowany Anti. Powstały przy gościnnym udziale kanadyjskiego rapera Drake’a. Singel został wydany 27 stycznia 2016. Twórcami utworu są Jahron Braithwaite, Matthew Samuels, Allen Ritter, Rupert Thomas, Drake, Rihanna oraz Monte Moir, natomiast jego produkcją zajęli się Boi-1da, Noah „40” Shebib i Kuk Harrell. 
„Work” jest utrzymany w stylu muzyki dancehall, reggae-pop i R&B. Utwór otrzymał mieszane recenzje od krytyków muzycznych; wielu doceniało jego ogólną produkcję i decyzję powrotu piosenkarki do swoich wcześniejszych motywów muzyki dancehall, podczas gdy inni uważali, że poprzez taki motyw – piosenka straciła potencjał.
Piosenka odniosła sukces komercyjny, stając się czternastym „numerem jeden” Rihanny na Hot 100. Za sprawą umieszczenia go na pierwszym miejscu, piosenkarka znalazła się na czwartym miejscu w rankingu artystów z największą ilością singli numer 1. w Stanach Zjednoczonych (więcej singli umieścili tylko Elvis Presley, Mariah Carey i The Beatles). Kompozycja przez dziewięć tygodni z rzędu zajmowała 1. miejsce na liście „Billboardu”. Utwór także trafił na szczyt w Brazylii, Danii, Francji, Holandii, Kanadzie i Portugalii, był notowany w pierwszej piątce w większości międzynarodowych list, w tym w Australii, Nowej Zelandii, Irlandii, Wielkiej Brytanii i Niemczech. Piosenka stała się najlepiej sprzedającym się singlem w dorobku Rihanny, osiągając 32,5 milionów sprzedanych kopii cyfrowych na całym świecie.
Aby promować piosenkę Rihanna wykonywanała m.in. na Brit Awards 2016, MTV Video Music Awards 2016, a także na trasie koncertowej ANTI World Tour. Singel został nominowany do Nagrody Grammy w kategorii „Nagranie roku” i „Najlepszy występ grupy popowej”. Utwór posiada dwa teledyski, które miały premierę 22 lutego 2016. Reżyserem pierwszego został Director X, natomiast drugiego – Tim Erem.

## Lista utworów
- CD single[3][4]

1. „Work” (featuring Drake) – 3:39

- Remixes[5]

1. „Work” (R3hab Remix) (featuring Drake) – 3:39
2. „Work” (R3hab Extended Remix) (featuring Drake) – 3:59
3. „Work” (R3hab Extended Instrumental) – 3:59
4. „Work” (BURNS’ Late Night Rollin Remix) (featuring Drake) – 3:43
5. „Work” (Bad Royale Remix) (featuring Drake) (Explicit) – 3:42
6. „Work” (Bad Royale Remix) (featuring Drake) (Clean) – 3:43
7. „Work” (Lost Kings Remix) (featuring Drake) – 4:19
8. „Work” (Lost Kings Extended Remix) (featuring Drake) – 4:50

## Notowania i certyfikaty
| Lista (2016)                           | Najwyższa pozycja |
| -------------------------------------- | ----------------- |
| Australia (Top 50 Singles)             | 5                 |
| Austria (Singles Top 75)               | 14                |
| Belgia (Ultratop 50 Singles, Flandria) | 6                 |
| Belgia (Ultratop 50 Singles, Walonia)  | 1                 |
| Czechy (Singles Digitál – Top 100)     | 3                 |
| Dania (Track Top-40)                   | 1                 |
| Finlandia (Top 20 Singles)             | 10                |
| Francja (Top 200 Singles)              | 1                 |
| Hiszpania (Top 50 Singles)             | 2                 |
| Holandia (Nederlandse Top 40)          | 2                 |
| Holandia (Single Top 100)              | 1                 |
| Irlandia (Top 100 Singles)             | 2                 |
| Kanada (Billboard Canadian Hot 100)    | 1                 |
| Niemcy (Top 100 Singles)               | 5                 |
| Norwegia (Top 40 Singles)              | 4                 |
| Nowa Zelandia (Top 40 Singles)         | 2                 |
| Polska (AirPlay – Top)                 | 52                |
| Portugalia (Top 100 Singles)           | 1                 |
| Słowacja (Singles Digitál – Top 100)   | 1                 |
| Stany Zjednoczone (Hot 100)            | 1                 |
| Szwajcaria (Singles Top 75)            | 9                 |
| Szwecja (Top 100 Singles)              | 2                 |
| Węgry (Rádiós Top 40 játszási lista)   | 37                |
| Węgry (Single (track) Top 20 lista)    | 7                 |
| Wielka Brytania (Singles Top 200)      | 2                 |
| Włochy (Top 100 Singles)               | 5                 |

| Lista (2016)                           | Najwyższa pozycja |
| -------------------------------------- | ----------------- |
| Australia (Top 100 Singles)            | 40                |
| Belgia (Ultratop 50 Singles, Flandria) | 39                |
| Belgia (Ultratop 50 Singles, Walonia)  | 36                |
| Dania (Track Top-40)                   | 22                |
| Holandia (Single Top 100)              | 16                |
| Kanada (Billboard Canadian Hot 100)    | 13                |
| Niemcy (Top 100 Singles)               | 43                |
| Nowa Zelandia (Top 40 Singles)         | 18                |
| Stany Zjednoczone (Hot 100)            | 4                 |
| Szwajcaria (Singles Top 75)            | 39                |
| Szwecja (Top 100 Singles)              | 19                |
| Wielka Brytania (Singles Top 200)      | 9                 |
| Włochy (Top 100 Singles)               | 28                |

| Kraj                     | Certyfikat         |
| ------------------------ | ------------------ |
| Australia (ARIA)         | 2× platynowa płyta |
| Belgia (BEA)             | platynowa płyta    |
| Dania (IFPI Dania)       | 2× platynowa płyta |
| Francja (SNEP)           | diamentowa płyta   |
| Hiszpania (PROMUSICAE)   | 2× platynowa płyta |
| Kanada (Music Canada)    | 9× platynowa płyta |
| Niemcy (BVMI)            | platynowa płyta    |
| Nowa Zelandia (RIANZ)    | 2× platynowa płyta |
| Polska (ZPAV)            | 3× platynowa płyta |
| Portugalia (AFP)         | platynowa płyta    |
| Stany Zjednoczone (RIAA) | 9× platynowa płyta |
| Szwecja (GLF)            | 4× platynowa płyta |
| Wielka Brytania (BPI)    | 3× platynowa płyta |
| Włochy (FIMI)            | 3× platynowa płyta |

## Historia wydania
| Region            | Data             | Format           | Wytwórnia                 | Źródło |
| ----------------- | ---------------- | ---------------- | ------------------------- | ------ |
| Australia         | 27 stycznia 2016 | Digital download | Roc Nation, Westbury Road | [ 59 ] |
| Brazylia          | 27 stycznia 2016 | Digital download | Roc Nation, Westbury Road | [ 60 ] |
| Francja           | 27 stycznia 2016 | Digital download | Roc Nation, Westbury Road | [ 61 ] |
| Hiszpania         | 27 stycznia 2016 | Digital download | Roc Nation, Westbury Road | [ 62 ] |
| Kanada            | 27 stycznia 2016 | Digital download | Roc Nation, Westbury Road | [ 63 ] |
| Niemcy            | 27 stycznia 2016 | Digital download | Roc Nation, Westbury Road | [ 64 ] |
| Nowa Zelandia     | 27 stycznia 2016 | Digital download | Roc Nation, Westbury Road | [ 65 ] |
| Stany Zjednoczone | 27 stycznia 2016 | Digital download | Roc Nation, Westbury Road | [ 3 ]  |
| Wielka Brytania   | 27 stycznia 2016 | Digital download | Roc Nation, Westbury Road | [ 66 ] |
| Włochy            | 27 stycznia 2016 | Digital download | Roc Nation, Westbury Road | [ 67 ] |